# Some People (album Belouis Some)
Some People è l'album d'esordio del musicista britannico Belouis Some, pubblicato dall'etichetta discografica Parlophone su LP (catalogo SOME 1, EJ 2 40318 1) e musicassetta (EJ 2 40318 4) nel 1985, anticipato dalla prima versione del singolo Target Practice del 1984.
L'album contiene i singoli Some People e Imagination che riscontrarono un buon successo di vendite soprattutto nel Regno Unito e negli USA.

## Video musicali
- Some People, su YouTube. URL consultato il 3 aprile 2014.
- Imagination (versione 12" censurata), su YouTube. URL consultato il 3 aprile 2014.

## Tracce
Testi e musiche di Neville Keighley.
Lato A
1. Some People – 3:57
2. Stand Down – 3:11
3. Imagination – 3:32
4. Walk Away – 3:05
5. Aware of You – 3:42

Lato B
1. Target Practice – 4:28
2. Have You Ever Been in Love – 4:02
3. Tail Lights – 5:40
4. Jerusalem – 5:43

## Musicisti
- Belouis Some - voce
- Rick Bell - sassofono in Imagination
- Gary Barnacle - sassofono in Tail Lights

### Altri musicisti
Guy Fletcher - tastiere, cori

Jack Waldman, Dave Lebolt - tastiere

Carlos Alomar - chitarra, cori

Chester Kamen, Earl Slick - chitarra

Bernard Edwards, Carmine Rojas, Gary Twigg - basso

Tony Thompson, Alan Childs, Andy Duncan - batteria

Jimmy Maelin - percussioni

Diva Grey, Frank Simms, Kurt Yaghjian, Robin Clark - cori